# Heilwige Bloemart
Heilwige Bloemart ou Hedwige Blomart est une Béguine née vers 1270 à Bruxelles et morte dans cette même ville en 1335. 

## Biographie
C'est une mystique adepte du Libre-Esprit. Sa popularité dans la région est telle que l'Inquisition semble avoir craint de s'attaquer à elle de son vivant, sa famille faisant partie d'un puissant clan bruxellois des Lignages de Bruxelles.
Fille de Wilhelmus Bloemart, membre des Lignages de Bruxelles, bourgmestre de Bruxelles en 1282 et échevin en 1261, 1270, 1283, elle est surtout connue sous le nom de Bloemardine avec de nombreuses variantes telles que Bloemardinne, Blommardine ou Blommardinne.
Elle s'inscrit dans la lignée de la religieuse bruxelloise Hadewijch d'Anvers et de Marguerite Porète dont les poèmes expriment une piété sensuelle empreinte de panthéisme gnostique. Parfois vénérée comme une sainte dans sa région, Bloemardine  aurait fait cependant l'objet des attaques virulentes de son contemporain Jean de Ruisbroeck (1293-1381), chapelain de la collégiale Sainte-Gudule. Cependant selon Mina Martens, archiviste de la ville de Bruxelles, cet affrontement serait une invention tardive apparu dans la biographie de Jean de Ruysbroeck rédigée par Pomérius vers 1411 et qui évoque une certaine Bloemardine, dont Ruysbroeck aurait combattu la « doctrine perverse ».
Bloemardine fonde à Bruxelles un peu avant 1356 l'Hospice de la Sainte-Trinité destiné aux membres du lignage Serroelofs.
Une statue la représente sur la façade de l'hôtel de ville de Bruxelles.